# 全労連・全国一般労働組合
全労連・全国一般労働組合（ぜんろうれん・ぜんこくいっぱんろうどうくみあい）は、日本の合同労働組合である。全国労働組合総連合（全労連）に加盟している。1989年に、「総評・全国一般労働組合」（現・自治労全国一般評議会）の連合加盟方針に反発して独立し、元の組合との区別をするため、名前に「全労連」を冠している。略称は、全労連・全国一般。勢力は2016年現在、約2万3,000人である。

## 概要
1980年代後半の労働戦線の再編の中で、右派主導によって1988年8月に全日本民間労働組合連合会（全民労連、連合）が結成されると、総評加盟の「総評・全国一般労働組合（全国一般）」はこれに加盟しようとする。しかし非主流左派がこれに反発。それでも右派の主流派によって連合への加盟が果たされることになる。1989年、その非主流左派の加盟地方組織や単組、支部、分会が「総評・全国一般」を脱退して「全国一般労働組合」を結成する。全労連の結成に参加し、全労連・全国一般労働組合の名称となる。さらに連合も全労連もよしとしない組合が1991年12月に全労協に加盟する全国一般労働組合全国協議会（全労協・全国一般）を結成している。労働組合では争議をとおして連帯して闘う労働組合としたは日本では有名。話し合いで解決を望み、多くの中小企業の労組が集まる組織として、その知識や活動方法は枠組みを超え、他の組織と連帯してを突き進み、組合員の権利に対しての攻撃には徹底して闘う労働組合である。
左派系組合で、日本共産党との関係が深い。

## 地方組織
○○地方本部（府、県は入らない）という名称は、結成時に総評・全国一般から地本ごと抜けたかどうかとは、直接関係がない。総評・全国一般のときから分裂がしかけられたりして、同一都道府県内に複数の地方組織が存在した。
- 宮城一般労働組合
- 埼玉地方本部
- 千葉地方本部
- 東京地方本部
- 神奈川地方本部
- 愛知地方本部
- 京都地方本部
- 大阪府本部
- 兵庫県本部
- 広島合同労組
- 高知一般労働組合
- 鹿児島地方本部